# Tower Defense
Tower Defense o TD és un subgènere de videojocs d'estratègia en temps real. L'objectiu és aturar els enemics que intenten creuar el mapa mitjançant la construcció de torres que els disparen a mesura que passen els enemics. Els enemics i les torres tenen diferents característiques i preus. Quan un enemic és derrotat, el jugador guanya diners o punts, que s'utilitzen per comprar o actualitzar les torres.
L'elecció del tipus de torre i del lloc on col·locar-la és l'estratègia fonamental del joc. Molts jocs, com Flash Element Tower Defense, es caracteritzen pel fet que els enemics circulen a través d'un laberint, cosa que permet al jugador col·locar estratègicament les torres per tal de fer-les més efectives. Tanmateix, algunes versions del gènere obliguen l'usuari a crear el laberint amb les seves pròpies torres, com Desktop Tower Defense. I d'altres versions són un híbrid d'aquests dos tipus, amb rutes preestablertes que es poden modificar en certa manera amb la col·locació de les torres.

## Història
Tower Defense té les seves arrels en el clàssic Rampart, un joc arcade d'estratègia de 1990. El joc consistia en la defensa d'un castell mitjançant la col·locació de canons i de fer reparacions entre diverses rondes d'atacs. Amb el nou mil·lenni, els jocs de Tower Defense van començar a aparèixer en els mapes creats pels usuaris a StarCraft, Age of Empires II i WarCraft III. El primer joc important per a PC en el gènere de Tower Defense va ser Master of Defense, un joc shareware 3D, llançat el 7 de novembre de 2005. Aquest joc va rebre el premi Joc d'Estratègia de l'Any de GameTunnel el 2006.
Finalment, desenvolupadors de jocs independents van començar a utilitzar l'Adobe Flash per fer jocs pel navegador del Tower Defense. Això va conduir a la sortida de Flash Element Tower Defense el gener del 2007 i, a continuació, Desktop Tower Defense el març del mateix any. Desktop Tower Defense es va fer immensament popular i va guanyar el premi Independent Games Festival. El seu èxit va donar lloc a una versió creada per al telèfon mòbil.
Altres videojocs de Tower Defense han adquirit certa notorietat com Protector, Immortal Defense, GemCraft i Plants vs Zombies.
El 2008, l'èxit del joc dugué el Tower Defense a les consoles de videojocs com Grid Defense: The Awakening per a PC i Xbox 360, i PixelJunk Monsters i Savage Moon per a PlayStation 3. També aparegueren jocs de Tower Defense per a consoles portàtils com Lock's Quest i Ninjatown per a la Nintendo DS, i hi ha desenes de jocs per l'iPhone/iPod Touch.